# Preem
Preem – szwedzkie przedsiębiorstwo naftowe należące do saudyjskiego przedsiębiorcy urodzonego w Etiopii, Mohammeda Al-Amoudi. Obecnie firma posiada ponad 530 stacji paliw na terenie Szwecji, a także rafinerie naftowe w Göteborgu oraz Lysekil. Obie rafinerię przetwarzają ponad 15 milionów ton ropy naftowej rocznie. W 2004 roku firma osiągnęła zysk wynoszący ponad 40 miliardów koron oraz zatrudniała ponad 4000 pracowników.
Preem posiada trzy typy stacji paliw którymi są:
- załogowe stacje paliw,
- bezzałogowe stacje paliw, głównie samoobsługowe gdzie cena benzyny jest relatywnie tania jednakże stacje te nie posiadają MOP-u,
- Stacje paliw na łodziach, które są przeznaczone dla zaopatrywania łodzi pływających w benzynę.

W 2004 roku w Szwecji udział przedsiębiorstwa w rynku wynosił następująco: 11,3% sprzedaży na rynku benzyny 30,1% na rynku diesla, 40,4% na rynku oleju opałowego oraz ponad 60% na rynku produktów ropopochodnych.

## Preem w Polsce
Preem w 2002 roku posiadał ponad 80 stacji w Polsce, ale w lutym 2003 sprzedał je firmie Statoil Polska z powodu małego udziału na rynku.